# Saison 1941-1942 de la LAH
Saison précédente Saison suivante
La saison 1941-1942 est la sixième saison de la Ligue américaine de hockey. Avec l'ajout des Lions de Washington, la ligue accueille désormais dix équipes alors que les Capitals d'Indianapolis finissent à la première place de la ligue puis remportent les séries éliminatoires et la Coupe Calder associée.

## Contexte et saison régulière
Avant le début de la saison, les Ramblers de Philadelphie changent de nom et prennent celui de Rockets alors qu'une dixième équipe fait ses débuts dans la LAH, les Lions de Washington associés aux Canadiens de Montréal de la Ligue nationale de hockey. Depuis le début de la ligue, la division Est ne compte que quatre équipes ; les Lions en deviennent le cinquième membre et permettent ainsi aux deux divisions d'avoir le même nombre de formations et donc le même nombre d'équipes qualifiées pour les séries éliminatoires.
En février, pour la première fois de l'histoire de la LAH, il est décidé de jouer un Match des étoiles regroupant les meilleurs joueurs de la compétition. Les fonds levés à l'occasion du match sont utilisés afin de soutenir l'effort de guerre du Canada et des États-Unis. La rencontre a lieu le 3 février 1942 à Cleveland et la division Est l'emporte face à celle de l'Ouest sur le score de 5-4. Les deux formations du Match des étoiles sont dirigées par les frères Bun et Bill Cook.
À la fin de la saison régulière, les Capitals d'Indianapolis finissent en-tête du classement de la division Ouest avec soixante-quinze points. Ils remportent ainsi le trophée F.-G.-« Teddy »-Oke de la meilleure équipe de l'Ouest et sont suivis au classement par les Bears de Hershey et les Barons de Cleveland, les deux autres équipes de l'Ouest qualifiées pour les séries. Dans l'autre division, les Indians de Springfield terminent à la première place avec soixante-sept points et sont accompagnés en séries par les Eagles de New Haven ainsi que la nouvelle formation des Lions.

### Résultats des matchs
Les résultats de l'ensemble des matchs de la saison sont donnés dans le tableau ci-dessous.
| Date              | Équipe domicile | Score    | Équipe visiteuse |
| ----------------- | --------------- | -------- | ---------------- |
| 29 octobre 1941   | Cleveland       | 6-4      | Pittsburgh       |
| 29 octobre 1941   | New Haven       | 4-3      | Providence       |
| 30 octobre 1941   | Providence      | 4-5 (Pr) | New Haven        |
| 30 octobre 1941   | Washington      | 0-1      | Indianapolis     |
| 1er novembre 1941 | Pittsburgh      | 1-5      | Indianapolis     |
| 1er novembre 1941 | Springfield     | 3-2      | Providence       |
| 1er novembre 1941 | Philadelphie    | 3-3 (Pr) | Washington       |
| 1er novembre 1941 | Hershey         | 7-2      | New Haven        |
| 1er novembre 1941 | Cleveland       | 2-1      | Buffalo          |
| 2 novembre 1941   | Washington      | 5-3      | Philadelphie     |
| 2 novembre 1941   | Providence      | 2-3      | Springfield      |
| 2 novembre 1941   | New Haven       | 3-5      | Hershey          |
| 2 novembre 1941   | Indianapolis    | 4-2      | Pittsburgh       |
| 2 novembre 1941   | Buffalo         | 2-4      | Cleveland        |
| 5 novembre 1941   | Springfield     | 3-3 (Pr) | Hershey          |
| 5 novembre 1941   | New Haven       | 5-3      | Buffalo          |
| 6 novembre 1941   | Indianapolis    | 2-2 (Pr) | Washington       |
| 8 novembre 1941   | Springfield     | 4-2 (Pr) | Buffalo          |
| 8 novembre 1941   | Pittsburgh      | 1-3      | Washington       |
| 8 novembre 1941   | Philadelphie    | 3-0      | New Haven        |
| 8 novembre 1941   | Hershey         | 6-2      | Providence       |
| 8 novembre 1941   | Cleveland       | 3-3 (Pr) | Indianapolis     |
| 9 novembre 1941   | New Haven       | 4-1      | Pittsburgh       |
| 9 novembre 1941   | Indianapolis    | 2-3      | Cleveland        |
| 9 novembre 1941   | Providence      | 4-2      | Buffalo          |
| 9 novembre 1941   | Washington      | 3-4 (Pr) | Hershey          |
| 11 novembre 1941  | Springfield     | 3-2      | Indianapolis     |
| 12 novembre 1941  | Providence      | 6-0      | Washington       |
| 12 novembre 1941  | Philadelphie    | 4-1      | Pittsburgh       |
| 12 novembre 1941  | Hershey         | 0-3      | Indianapolis     |
| 13 novembre 1941  | New Haven       | 2-0      | Washington       |
| 13 novembre 1941  | Buffalo         | 4-7      | Providence       |
| 15 novembre 1941  | Philadelphie    | 3-5      | Indianapolis     |
| 15 novembre 1941  | Cleveland       | 3-2      | Buffalo          |
| 15 novembre 1941  | Hershey         | 6-6 (Pr) | Pittsburgh       |
| 15 novembre 1941  | Springfield     | 2-3      | Washington       |
| 16 novembre 1941  | Buffalo         | 2-0      | Hershey          |
| 16 novembre 1941  | Providence      | 4-4 (Pr) | Pittsburgh       |
| 16 novembre 1941  | New Haven       | 3-1      | Springfield      |
| 16 novembre 1941  | Indianapolis    | 4-3      | Philadelphie     |
| 16 novembre 1941  | Washington      | 0-3      | Cleveland        |
| 18 novembre 1941  | Springfield     | 3-1      | Pittsburgh       |
| 19 novembre 1941  | Pittsburgh      | 3-5      | Philadelphie     |
| 20 novembre 1941  | Indianapolis    | 2-1      | New Haven        |
| 20 novembre 1941  | Washington      | 3-3 (Pr) | Providence       |
| 22 novembre 1941  | Springfield     | 2-3      | Buffalo          |
| 22 novembre 1941  | Pittsburgh      | 2-4      | Indianapolis     |
| 22 novembre 1941  | Philadelphie    | 5-2      | Providence       |
| 22 novembre 1941  | Hershey         | 4-1      | Washington       |
| 22 novembre 1941  | Cleveland       | 4-1      | New Haven        |
| 23 novembre 1941  | Washington      | 0-4      | Hershey          |
| 23 novembre 1941  | Providence      | 4-6      | Cleveland        |
| 23 novembre 1941  | Indianapolis    | 7-2      | Pittsburgh       |
| 23 novembre 1941  | Buffalo         | 3-1      | New Haven        |
| 25 novembre 1941  | Springfield     | 4-3      | Cleveland        |
| 26 novembre 1941  | Pittsburgh      | 3-1      | New Haven        |
| 27 novembre 1941  | Philadelphie    | 1-7      | Cleveland        |
| 27 novembre 1941  | New Haven       | 2-2 (Pr) | Providence       |
| 27 novembre 1941  | Hershey         | 5-3      | Springfield      |
| 27 novembre 1941  | Buffalo         | 3-2 (Pr) | Indianapolis     |
| 29 novembre 1941  | Philadelphie    | 1-5      | Buffalo          |
| 29 novembre 1941  | Pittsburgh      | 5-2      | Springfield      |
| 29 novembre 1941  | Hershey         | 4-0      | Cleveland        |
| 30 novembre 1941  | Washington      | 9-2      | Pittsburgh       |
| 30 novembre 1941  | Providence      | 11-1     | Philadelphie     |
| 30 novembre 1941  | New Haven       | 10-3     | Cleveland        |
| 30 novembre 1941  | Indianapolis    | 3-1      | Springfield      |
| 30 novembre 1941  | Buffalo         | 5-2      | Hershey          |
| 3 décembre 1941   | Cleveland       | 1-1 (Pr) | Springfield      |
| 3 décembre 1941   | Philadelphie    | 3-6      | Hershey          |
| 3 décembre 1941   | Pittsburgh      | 2-1      | Providence       |
| 3 décembre 1941   | Washington      | 7-3      | New Haven        |
| 4 décembre 1941   | Indianapolis    | 5-4      | Providence       |
| 4 décembre 1941   | Buffalo         | 8-1      | Washington       |
| 6 décembre 1941   | Cleveland       | 5-4      | Providence       |
| 6 décembre 1941   | Hershey         | 4-2      | Buffalo          |
| 6 décembre 1941   | Philadelphie    | 3-1      | New Haven        |
| 6 décembre 1941   | Pittsburgh      | 3-2      | Washington       |
| 6 décembre 1941   | Springfield     | 4-3      | Indianapolis     |
| 7 décembre 1941   | Washington      | 2-5      | Springfield      |
| 7 décembre 1941   | Providence      | 4-6      | Hershey          |
| 7 décembre 1941   | New Haven       | 3-2      | Indianapolis     |
| 7 décembre 1941   | Buffalo         | 2-2 (Pr) | Pittsburgh       |
| 9 décembre 1941   | Hershey         | 2-2 (Pr) | Springfield      |
| 10 décembre 1941  | Philadelphie    | 4-2      | Springfield      |
| 10 décembre 1941  | Pittsburgh      | 3-2      | Cleveland        |
| 10 décembre 1941  | Providence      | 3-2      | Indianapolis     |
| 11 décembre 1941  | Washington      | 3-1      | Indianapolis     |
| 13 décembre 1941  | Springfield     | 8-2      | Hershey          |
| 13 décembre 1941  | Pittsburgh      | 4-2      | Buffalo          |
| 13 décembre 1941  | Philadelphie    | 5-7      | Washington       |
| 13 décembre 1941  | Cleveland       | 3-2      | Indianapolis     |
| 14 décembre 1941  | Buffalo         | 2-0      | Philadelphie     |
| 14 décembre 1941  | Indianapolis    | 2-1 (Pr) | Pittsburgh       |
| 14 décembre 1941  | New Haven       | 4-3      | Hershey          |
| 14 décembre 1941  | Providence      | 4-3      | Springfield      |
| 14 décembre 1941  | Washington      | 3-6      | Cleveland        |
| 17 décembre 1941  | Washington      | 0-1      | Buffalo          |
| 17 décembre 1941  | Pittsburgh      | 0-2 (Pr) | Hershey          |
| 18 décembre 1941  | Indianapolis    | 8-3      | New Haven        |
| 20 décembre 1941  | Springfield     | 7-4      | Providence       |
| 20 décembre 1941  | Cleveland       | 3-2      | Hershey          |
| 20 décembre 1941  | Philadelphie    | 3-3 (Pr) | Indianapolis     |
| 20 décembre 1941  | Pittsburgh      | 1-2      | New Haven        |
| 21 décembre 1941  | Washington      | 4-3      | Pittsburgh       |
| 21 décembre 1941  | Providence      | 7-5      | Philadelphie     |
| 21 décembre 1941  | New Haven       | 2-4      | Springfield      |
| 21 décembre 1941  | Indianapolis    | 2-3      | Hershey          |
| 21 décembre 1941  | Buffalo         | 2-1 (Pr) | Cleveland        |
| 23 décembre 1941  | Springfield     | 5-1      | Philadelphie     |
| 25 décembre 1941  | Cleveland       | 5-2      | Pittsburgh       |
| 25 décembre 1941  | Providence      | 3-2 (Pr) | New Haven        |
| 25 décembre 1941  | Hershey         | 6-2      | Philadelphie     |
| 25 décembre 1941  | Buffalo         | 2-3      | Indianapolis     |
| 27 décembre 1941  | Cleveland       | 2-0      | Washington       |
| 27 décembre 1941  | Hershey         | 3-1      | Indianapolis     |
| 27 décembre 1941  | Philadelphie    | 5-1      | Providence       |
| 27 décembre 1941  | Springfield     | 2-4      | Pittsburgh       |
| 28 décembre 1941  | Buffalo         | 1-1 (Pr) | Springfield      |
| 28 décembre 1941  | Indianapolis    | 3-2      | Cleveland        |
| 28 décembre 1941  | New Haven       | 7-2      | Pittsburgh       |
| 28 décembre 1941  | Providence      | 3-3 (Pr) | Hershey          |
| 28 décembre 1941  | Washington      | 7-2      | Philadelphie     |
| 31 décembre 1941  | Indianapolis    | 4-0      | Buffalo          |
| 31 décembre 1941  | Philadelphie    | 1-4      | Hershey          |
| 1er janvier 1942  | Providence      | 3-2      | Washington       |
| 1er janvier 1942  | Hershey         | 8-0      | Pittsburgh       |
| 1er janvier 1942  | Cleveland       | 3-2      | Philadelphie     |
| 3 janvier 1942    | Cleveland       | 2-0      | Buffalo          |
| 3 janvier 1942    | Philadelphie    | 5-2      | Pittsburgh       |
| 3 janvier 1942    | Springfield     | 5-0      | New Haven        |
| 3 janvier 1942    | Hershey         | 5-1      | Washington       |
| 4 janvier 1942    | Buffalo         | 5-2      | Cleveland        |
| 4 janvier 1942    | Indianapolis    | 2-4      | Hershey          |
| 4 janvier 1942    | New Haven       | 6-3      | Philadelphie     |
| 4 janvier 1942    | Providence      | 7-3      | Pittsburgh       |
| 4 janvier 1942    | Washington      | 1-4      | Springfield      |
| 6 janvier 1942    | Philadelphie    | 2-3      | Springfield      |
| 7 janvier 1942    | Cleveland       | 4-1      | Providence       |
| 8 janvier 1942    | Washington      | 8-3      | New Haven        |
| 8 janvier 1942    | Indianapolis    | 3-4      | Providence       |
| 10 janvier 1942   | Cleveland       | 2-1      | Philadelphie     |
| 10 janvier 1942   | Hershey         | 8-3      | New Haven        |
| 10 janvier 1942   | Pittsburgh      | 4-3      | Providence       |
| 10 janvier 1942   | Springfield     | 8-0      | Washington       |
| 11 janvier 1942   | Washington      | 2-3      | Providence       |
| 11 janvier 1942   | Indianapolis    | 5-1      | Philadelphie     |
| 11 janvier 1942   | Buffalo         | 5-1      | Springfield      |
| 11 janvier 1942   | New Haven       | 1-4      | Cleveland        |
| 13 janvier 1942   | Springfield     | 11-2     | Cleveland        |
| 14 janvier 1942   | Providence      | 6-6 (Pr) | Indianapolis     |
| 14 janvier 1942   | Pittsburgh      | 1-2      | Cleveland        |
| 14 janvier 1942   | Hershey         | 6-3      | Philadelphie     |
| 15 janvier 1942   | New Haven       | 3-0      | Indianapolis     |
| 17 janvier 1942   | Cleveland       | 2-1      | Washington       |
| 17 janvier 1942   | Hershey         | 2-4      | Indianapolis     |
| 17 janvier 1942   | Pittsburgh      | 5-3      | Philadelphie     |
| 17 janvier 1942   | Springfield     | 6-4      | Providence       |
| 18 janvier 1942   | Providence      | 4-3      | Cleveland        |
| 18 janvier 1942   | New Haven       | 2-1      | Springfield      |
| 18 janvier 1942   | Buffalo         | 6-3      | Philadelphie     |
| 18 janvier 1942   | Indianapolis    | 3-2      | Washington       |
| 20 janvier 1942   | Springfield     | 7-1      | Philadelphie     |
| 21 janvier 1942   | Indianapolis    | 6-3      | Buffalo          |
| 21 janvier 1942   | Pittsburgh      | 6-2      | Springfield      |
| 21 janvier 1942   | Philadelphie    | 4-5      | Cleveland        |
| 21 janvier 1942   | Hershey         | 5-3      | Providence       |
| 22 janvier 1942   | Buffalo         | 4-2      | New Haven        |
| 24 janvier 1942   | Cleveland       | 6-7      | Springfield      |
| 24 janvier 1942   | Hershey         | 2-2 (Pr) | Buffalo          |
| 24 janvier 1942   | Philadelphie    | 3-4      | Providence       |
| 24 janvier 1942   | Pittsburgh      | 2-3      | Washington       |
| 25 janvier 1942   | Providence      | 4-6 (Pr) | Pittsburgh       |
| 25 janvier 1942   | New Haven       | 4-3 (Pr) | Philadelphie     |
| 25 janvier 1942   | Indianapolis    | 6-3      | Springfield      |
| 25 janvier 1942   | Buffalo         | 2-2 (Pr) | Washington       |
| 28 janvier 1942   | Washington      | 2-0      | Buffalo          |
| 28 janvier 1942   | Springfield     | 8-5      | Pittsburgh       |
| 28 janvier 1942   | Philadelphie    | 3-3 (Pr) | New Haven        |
| 28 janvier 1942   | Cleveland       | 1-2 (Pr) | Hershey          |
| 29 janvier 1942   | Buffalo         | 1-4      | Providence       |
| 29 janvier 1942   | Hershey         | 1-7      | Pittsburgh       |
| 31 janvier 1942   | Springfield     | 1-2      | New Haven        |
| 31 janvier 1942   | Philadelphie    | 5-8      | Pittsburgh       |
| 31 janvier 1942   | Hershey         | 5-4      | Washington       |
| 31 janvier 1942   | Cleveland       | 3-0      | Buffalo          |
| 1er février 1942  | Buffalo         | 1-3      | Hershey          |
| 1er février 1942  | Indianapolis    | 2-2 (Pr) | Cleveland        |
| 1er février 1942  | New Haven       | 4-4 (Pr) | Pittsburgh       |
| 1er février 1942  | Providence      | 6-3      | Philadelphie     |
| 1er février 1942  | Washington      | 1-0      | Springfield      |
| 4 février 1942    | Providence      | 1-8      | Buffalo          |
| 4 février 1942    | Pittsburgh      | 13-4     | New Haven        |
| 4 février 1942    | Philadelphie    | 3-6      | Springfield      |
| 5 février 1942    | Buffalo         | 8-0      | New Haven        |
| 7 février 1942    | Cleveland       | 3-5 (Pr) | New Haven        |
| 7 février 1942    | Philadelphie    | 2-5      | Indianapolis     |
| 7 février 1942    | Pittsburgh      | 5-4      | Buffalo          |
| 7 février 1942    | Springfield     | 3-2      | Hershey          |
| 8 février 1942    | Buffalo         | 8-5      | Pittsburgh       |
| 8 février 1942    | Indianapolis    | 5-2      | New Haven        |
| 8 février 1942    | Providence      | 4-5      | Hershey          |
| 8 février 1942    | Washington      | 2-0      | Cleveland        |
| 11 février 1942   | Providence      | 2-3      | New Haven        |
| 11 février 1942   | Pittsburgh      | 7-3      | Hershey          |
| 11 février 1942   | Philadelphie    | 1-3      | Cleveland        |
| 12 février 1942   | Buffalo         | 9-7      | Providence       |
| 12 février 1942   | New Haven       | 5-4      | Washington       |
| 14 février 1942   | Springfield     | 6-6 (Pr) | Washington       |
| 14 février 1942   | Pittsburgh      | 3-6      | Indianapolis     |
| 14 février 1942   | Philadelphie    | 3-3 (Pr) | Buffalo          |
| 14 février 1942   | Cleveland       | 2-2 (Pr) | Hershey          |
| 15 février 1942   | Buffalo         | 2-4      | Springfield      |
| 15 février 1942   | Indianapolis    | 6-4      | Hershey          |
| 15 février 1942   | New Haven       | 4-2      | Philadelphie     |
| 15 février 1942   | Providence      | 0-1      | Cleveland        |
| 15 février 1942   | Washington      | 1-2      | Pittsburgh       |
| 17 février 1942   | Springfield     | 3-2      | Cleveland        |
| 18 février 1942   | Washington      | 3-1      | Indianapolis     |
| 18 février 1942   | New Haven       | 3-3 (Pr) | Providence       |
| 18 février 1942   | Hershey         | 0-4      | Cleveland        |
| 19 février 1942   | Buffalo         | 0-2      | Washington       |
| 19 février 1942   | Providence      | 4-7      | Indianapolis     |
| 21 février 1942   | Springfield     | 5-7      | Indianapolis     |
| 21 février 1942   | Pittsburgh      | 8-3      | Cleveland        |
| 21 février 1942   | Philadelphie    | 2-1      | Washington       |
| 21 février 1942   | Hershey         | 4-3      | Buffalo          |
| 22 février 1942   | Washington      | 4-1      | Hershey          |
| 22 février 1942   | Providence      | 2-5      | Springfield      |
| 22 février 1942   | New Haven       | 5-2      | Indianapolis     |
| 22 février 1942   | Cleveland       | 5-3      | Pittsburgh       |
| 22 février 1942   | Buffalo         | 7-3      | Philadelphie     |
| 24 février 1942   | Indianapolis    | 1-1 (Pr) | Providence       |
| 25 février 1942   | Pittsburgh      | 11-4     | Providence       |
| 25 février 1942   | New Haven       | 2-4      | Buffalo          |
| 25 février 1942   | Cleveland       | 3-2      | Philadelphie     |
| 25 février 1942   | Hershey         | 1-4      | Springfield      |
| 26 février 1942   | Washington      | 4-5      | New Haven        |
| 28 février 1942   | Springfield     | 1-5      | Buffalo          |
| 28 février 1942   | Pittsburgh      | 7-1      | Philadelphie     |
| 28 février 1942   | Hershey         | 5-2      | New Haven        |
| 28 février 1942   | Cleveland       | 2-0      | Providence       |
| 1er mars 1942     | Buffalo         | 2-4      | Pittsburgh       |
| 1er mars 1942     | Indianapolis    | 7-3      | Philadelphie     |
| 1er mars 1942     | New Haven       | 6-1      | Hershey          |
| 1er mars 1942     | Washington      | 5-2      | Providence       |
| 3 mars 1942       | Hershey         | 0-5      | Cleveland        |
| 4 mars 1942       | Washington      | 4-4 (Pr) | Buffalo          |
| 4 mars 1942       | Springfield     | 5-4      | Philadelphie     |
| 4 mars 1942       | Pittsburgh      | 9-8      | Hershey          |
| 4 mars 1942       | Cleveland       | 4-5      | New Haven        |
| 5 mars 1942       | Indianapolis    | 2-1      | Washington       |
| 5 mars 1942       | New Haven       | 4-7      | Buffalo          |
| 7 mars 1942       | Springfield     | 8-2      | New Haven        |
| 7 mars 1942       | Pittsburgh      | 5-5 (Pr) | Indianapolis     |
| 7 mars 1942       | Philadelphie    | 3-2      | Buffalo          |
| 7 mars 1942       | Hershey         | 5-3      | Providence       |
| 7 mars 1942       | Cleveland       | 5-3      | Washington       |
| 8 mars 1942       | Washington      | 7-1      | Philadelphie     |
| 8 mars 1942       | Providence      | 4-8      | Buffalo          |
| 8 mars 1942       | New Haven       | 7-4      | Cleveland        |
| 8 mars 1942       | Indianapolis    | 3-2      | Springfield      |
| 10 mars 1942      | Cleveland       | 2-0      | Springfield      |
| 10 mars 1942      | Hershey         | 7-2      | Philadelphie     |
| 11 mars 1942      | Pittsburgh      | 5-1      | Springfield      |
| 11 mars 1942      | Philadelphie    | 2-5      | Hershey          |
| 11 mars 1942      | New Haven       | 4-7      | Washington       |
| 11 mars 1942      | Indianapolis    | 4-2      | Buffalo          |
| 12 mars 1942      | Buffalo         | 0-2      | Indianapolis     |
| 12 mars 1942      | Providence      | 6-5      | Washington       |
| 14 mars 1942      | Springfield     | 7-4      | Providence       |
| 14 mars 1942      | Pittsburgh      | 2-3      | Buffalo          |
| 14 mars 1942      | Philadelphie    | 8-3      | New Haven        |
| 14 mars 1942      | Hershey         | 5-3      | Washington       |
| 14 mars 1942      | Cleveland       | 2-4      | Indianapolis     |
| 15 mars 1942      | Buffalo         | 5-4 (Pr) | Cleveland        |
| 15 mars 1942      | Indianapolis    | 10-3     | Pittsburgh       |
| 15 mars 1942      | New Haven       | 7-4      | Philadelphie     |
| 15 mars 1942      | Providence      | 7-8 (Pr) | Springfield      |
| 15 mars 1942      | Washington      | 1-2      | Hershey          |

### Classement des équipes
| Clt   | Équipe                  | PJ | V  | D  | N | BP  | BC  | Pts |
| ----- | ----------------------- | -- | -- | -- | - | --- | --- | --- |
| +001, | Indians de Springfield  | 56 | 31 | 20 | 5 | 213 | 167 | 67  |
| +002, | Eagles de New Haven     | 56 | 26 | 26 | 4 | 182 | 219 | 56  |
| +003, | Lions de Washington     | 56 | 20 | 30 | 6 | 160 | 172 | 46  |
| +004, | Reds de Providence      | 56 | 17 | 32 | 7 | 205 | 237 | 41  |
| +005, | Rockets de Philadelphie | 56 | 11 | 41 | 4 | 157 | 254 | 26  |

| Clt   | Équipe                  | PJ | V  | D  | N | BP  | BC  | Pts |
| ----- | ----------------------- | -- | -- | -- | - | --- | --- | --- |
| +001, | Capitals d'Indianapolis | 56 | 34 | 15 | 7 | 204 | 144 | 75  |
| +002, | Bears de Hershey        | 56 | 33 | 17 | 6 | 207 | 169 | 72  |
| +003, | Barons de Cleveland     | 56 | 33 | 19 | 4 | 174 | 152 | 70  |
| +004, | Bisons de Buffalo       | 56 | 25 | 25 | 6 | 182 | 157 | 56  |
| +005, | Hornets de Pittsburgh   | 56 | 23 | 28 | 5 | 210 | 223 | 51  |

- En gras et en italique : qualifié directement pour les demi-finales
- En gras : qualifié pour le tour préliminaire

### Classements des meilleurs pointeurs
| Joueur               | Équipe             | PJ | B  | A  | Pts | Pun |
| -------------------- | ------------------ | -- | -- | -- | --- | --- |
| Pete Kelly           | Springfield        | 46 | 33 | 44 | 77  | 11  |
| Louis Trudel (en)    | Washington         | 54 | 37 | 29 | 66  | 11  |
| John O'Flaherty (en) | Springfield        | 42 | 18 | 44 | 62  | 24  |
| Ab DeMarco           | Providence         | 39 | 27 | 39 | 61  | 9   |
| Norman Schultz (en)  | Pittsburgh         | 56 | 27 | 34 | 61  | 16  |
| Les Cunningham       | Cleveland          | 56 | 25 | 35 | 60  | 23  |
| Norm Burns (en)      | New Haven          | 35 | 27 | 32 | 59  | 13  |
| Kilby MacDonald      | Hershey et Buffalo | 58 | 28 | 30 | 58  | 18  |
| John Sherf (en)      | Pittsburgh         | 56 | 19 | 37 | 56  | 10  |
| Norm Calladine       | Providence         | 56 | 32 | 33 | 54  | 6   |

## Séries éliminatoires
Les trois premiers de chaque division sont qualifiés. Les matchs des séries sont organisés ainsi :
- Les vainqueurs de chaque division s'affrontent au meilleur des cinq matchs[Note 1], le vainqueur accède directement à la finale.
- Les deuxièmes de chaque division s'affrontent au meilleur des trois matchs, les troisièmes font de même. Les vainqueurs s'affrontent au meilleur des trois matchs. Le vainqueur accède à la finale.
- La finale se joue au meilleur des cinq matchs[8].

|  | Tour préliminaire | Tour préliminaire | Tour préliminaire | Tour préliminaire |         |         | Demi-finales | Demi-finales | Demi-finales | Demi-finales |  |  | Finale | Finale | Finale | Finale |
|  |                   |                   |                   |                   |         |         |              |              |              |              |  |  |        |        |        |        |
|  |                   |                   |                   |                   |         |         |              |              |              |              |  |  |        |        |        |        |
|  |                   |                   |                   |                   |         |         |              |              |              |              |  |  |        |        |        |        |
|  |                   |                   |                   |                   |         |         |              |              |              |              |  |  |        |        |        |        |
|  |                   |                   |                   |                   |         |         |              |              |              |              |  |  |        |        |        |        |
|  |                   |                   |                   |                   |         |         |              |              |              |              |  |  |        |        |        |        |
|  | Indianapolis      | Indianapolis      | 3                 | 3                 |         |         |              |              |              |              |  |  |        |        |        |        |
|  | Indianapolis      | Indianapolis      | 3                 | 3                 |         |         |              |              |              |              |  |  |        |        |        |        |
|  |                   |                   | Springfield       | Springfield       | 2       | 2       |              |              |              |              |  |  |        |        |        |        |
|  |                   |                   |                   |                   | 2       | 2       |              |              |              |              |  |  |        |        |        |        |
|  |                   |                   |                   |                   |         |         |              |              |              |              |  |  |        |        |        |        |
|  |                   |                   |                   |                   |         |         |              |              |              |              |  |  |        |        |        |        |
|  | Indianapolis      | Indianapolis      | 3                 | 3                 |         |         |              |              |              |              |  |  |        |        |        |        |
|  | Indianapolis      | Indianapolis      | 3                 | 3                 |         |         |              |              |              |              |  |  |        |        |        |        |
|  |                   |                   | Hershey           | Hershey           | 2       | 2       |              |              |              |              |  |  |        |        |        |        |
|  | New Haven         | New Haven         | Hershey           | Hershey           | 2       | 2       | 0            | 0            |              |              |  |  |        |        |        |        |
|  | New Haven         | New Haven         |                   |                   |         |         |              |              |              |              |  |  |        |        |        |        |
|  | Hershey           | Hershey           | 2                 | 2                 |         |         |              |              |              |              |  |  |        |        |        |        |
|  | Hershey           | Hershey           | 2                 | 2                 | Hershey | Hershey | 2            | 2            |              |              |  |  |        |        |        |        |
|  |                   |                   |                   |                   | Hershey | Hershey | 2            | 2            |              |              |  |  |        |        |        |        |
|  |                   |                   | Cleveland         | Cleveland         | 1       | 1       |              |              |              |              |  |  |        |        |        |        |
|  | Washington        | Washington        | Cleveland         | Cleveland         | 1       | 1       | 0            | 0            |              |              |  |  |        |        |        |        |
|  | Washington        | Washington        |                   |                   |         |         |              | 0            |              |              |  |  |        |        |        |        |
|  | Cleveland         | Cleveland         | 2                 | 2                 |         |         |              |              |              |              |  |  |        |        |        |        |
|  | Cleveland         | Cleveland         | 2                 | 2                 |         |         |              |              |              |              |  |  |        |        |        |        |
|  |                   |                   |                   |                   |         |         |              |              |              |              |  |  |        |        |        |        |

## Récompenses

### Trophées collectifs
| Trophée F.-G.-« Teddy »-Oke : Champions de la division Ouest | Capitals d'Indianapolis |
| Coupe Calder : Vainqueurs de la finale                       | Capitals d'Indianapolis |

### Équipes d'étoiles
| Position       | Joueur         | Équipe       |
| -------------- | -------------- | ------------ |
| Gardien de but | Joe Turner     | Indianapolis |
| Défenseur      | Bill MacKenzie | Cleveland    |
| Défenseur      | Frank Beisler  | Springfield  |
| Ailier gauche  | Pete Kelly     | Springfield  |
| Centre         | Les Cunningham | Cleveland    |
| Ailier droit   | Harry Frost    | Hershey      |
| Entraîneur     | Bun Cook       | Providence   |

| Position       | Joueur                     | Équipe               |
| -------------- | -------------------------- | -------------------- |
| Gardien de but | Claude Bourque             | Buffalo              |
| Défenseur      | Fred Robertson             | Cleveland            |
| Défenseur      | Bob Goldham et Doug McCaig | Hershey Indianapolis |
| Ailier gauche  | Louis Trudel               | Washington           |
| Centre         | Fred Thurier               | Springfield          |
| Ailier droit   | Joffre Desilets            | Cleveland            |
| Entraîneur     | Bill Cook                  | Cleveland            |